# Charles de Lacroix
Cet article possède un paronyme, voir Charles François Lacroix de Marseille.
Charles, Henri de Lacroix, né le 15 mars 1885 à Perpignan (Pyrénées-Orientales) et mort dans la même ville le 8 décembre 1971, est un industriel et homme politique français.

## Biographie
Charles de Lacroix nait dans une illustre famille royaliste de Prades, qui a donné un conseiller général, un député et un maire de cette commune. Docteur en droit, il épouse en 1912 la fille de François Écoiffier (le couple aura deux filles), fondateur d'une importante entreprise de l'industrie électrique. En 1913, Écoiffier meurt, Lacroix devient un des codirigeants de l'entreprise avec d'autres héritiers.
Dans les années 1920, l'entreprise croît fortement : elle modernise, achète ou construit plusieurs centrales de production d'électricité dans le département, développe son réseau de distribution. Elle est intégrée à Électricité de France par nationalisation après la deuxième guerre mondiale.
Sur le plan politique, Charles de Lacroix est républicain. Il échoue à devenir conseiller général aux élections de 1925, battu par le socialiste Joseph Rous. Il est élu maire de Prades en 1929 mais démissionne en 1931 sans poursuivre d'activité politique intense.
Résistant dès juin 1940, il est en 1944 nommé préfet de la Drôme.